# Gare de Karaganda
La gare de Karaganda (kazakh : Қарағанды темір жол вокзалы) est une gare ferroviaire du Kazakhstan, située à proximité du centre de la ville de Karaganda dans la province de l'Oblys de Karaganda.

### Desserte

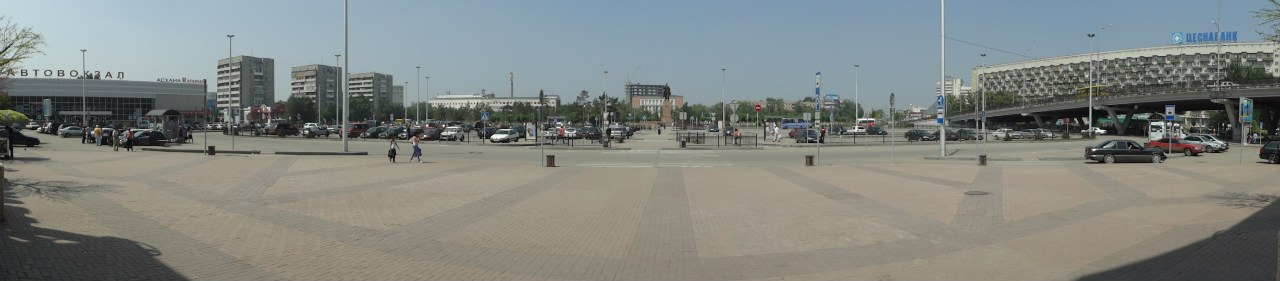
La place de la gare de Karaganda.